# اوه روح من (سریال تلویزیونی تایلندی)
اوه روح من (تایلندی: OMG ผีป่วนชวนมารัก) (به انگلیسی: Oh My Ghost) سریال تلویزیونی تایلندی سال ۲۰۱۸، با نقش آفرینی آرک آمورن‌سوپسیری، ویوید باورنکیراتیکاجرن و دارانینوت بودیپیتی، یک باز ساخته‌ای از سریال کره جنوبی سال ۲۰۱۵ است. داستان حول محور آشپز جیو (نوئنگتیدا سوفورن) می‌چرخد که گاهی اوقات، به خاطر ارث بردن از مادربزرگ شمن، ارواح را می‌بیند. یکی از ارواحی که او مشاهده می‌کند، خانوپون (کیراتی ماهاپروپونگ) است، دوشیزه جوانی است که برای عبور با عاقبت خوش از برزخ ارواح، باید با فردی در دنیای مادی همبستر شود.
این سریال در روز ۲۴ سپتامبر ۲۰۱۸، از شبکه ترو۴یو به نمایش در آمد.

## بازیگران
- نوئنگتیدا سوفورن در نقش جیو
- آرک آمورن‌سوپسیری در نقش سرآشپز آرتیت
- کیراتی ماهاپروپونگ در نقش خانوپون
- ویوید باورنکیراتیکاجرن در نقش سرآشپز رِن
- دارانینوت بودیپیتی در نقش خاله پو